# Campeonato Mundial de Atletismo Sub-20 de 2022 - 3000 m feminino
A prova dos 3000 metros feminino do Campeonato Mundial de Atletismo Sub-20 de 2022 ocorreu no dia 1 de agosto de 2022 no Estádio Olímpico Pascual Guerrero, em Cali, na Colômbia.

## Recordes
Antes desta competição, os recordes mundiais e do campeonato nesta prova eram os seguintes:
|       | Nome          | Nacionalidade | Tempo   | Local     | Data                  |
| ----- | ------------- | ------------- | ------- | --------- | --------------------- |
| WU20R | Zola Budd     | Reino Unido   | 8:28.83 | Roma      | 7 de setembro de 1985 |
| CR    | Beyenu Degefa | Etiópia       | 8:41.76 | Bydgoszcz | 20 de julho de 2016   |
| WU20L | Medina Eisa   | Etiópia       | 8:41.42 | Raba      | 5 de junho de 2022    |

## Medalhistas
| Ouro                  | Prata              | Bronze             |
| Betty Chelangat (KEN) | Tsiyon Abebe (ETH) | Nancy Cherop (KEN) |

## Cronograma
Todos os horários são locais (UTC-5).
| Data        | Hora  | Evento |
| ----------- | ----- | ------ |
| 1 de agosto | 14:00 | Final  |

## Resultado final
A prova final foi realizada no dia 1 de agosto às 14:00. 
| Posição           | Atleta             | Nacionalidade  | Tempo    | Notas |
| ----------------- | ------------------ | -------------- | -------- | ----- |
| Medalha de ouro   | Betty Chelangat    | Quênia         | 9:01.03  |       |
| Medalha de prata  | Tsiyon Abebe       | Etiópia        | 9:03.85  |       |
| Medalha de bronze | Nancy Cherop       | Quênia         | 9:05.98  |       |
| 4                 | Bertukan Welde     | Etiópia        | 9:18.20  |       |
| 5                 | Ilona Mononen      | Finlândia      | 9:21.12  |       |
| 6                 | Agate Caune        | Letónia        | 9:25.92  |       |
| 7                 | Siona Chisholm     | Canadá         | 9:29.65  |       |
| 8                 | Maria Cassou       | Grécia         | 9:35.90  |       |
| 9                 | Ina Halle Haugen   | Noruega        | 9:40.07  |       |
| 10                | Scarlet Chebet     | Uganda         | 9:47.02  |       |
| 11                | Chloe Thomas       | Canadá         | 9:53.88  |       |
| 12                | Heidi Nielson      | Estados Unidos | 9:56.35  |       |
| 13                | Sofia Benfares     | Alemanha       | 10:03.17 |       |
| 14                | Kate Peters        | Estados Unidos | 10:05.09 |       |
| 15                | Anna Marie Sirevåg | Noruega        | DNF      | DNF   |

Legenda
| Recorde mundial       | Recorde mundial (World record)               |                       | Recorde africano                      | Recorde africano (African) |                                           | Q | Classificado por posição (Qualified) |
| Recorde do campeonato | Recorde do campeonato (Championship record)  | Recorde da América    | Recorde da América (Americas)         | q                          | Classificado por melhor tempo (Qualified) |   |                                      |
| Melhor marca do ano   | Melhor marca do ano (World leading)          | Recorde asiático      | Recorde asiático (Asian)              | DNS                        | Não largou (Did not start)                |   |                                      |
| Recorde nacional      | Recorde nacional (National record)           | Recorde europeu       | Recorde europeu (European)            | DNF                        | Não terminou (Did not finish)             |   |                                      |
| Recorde pessoal       | Recorde pessoal do atleta (Personal best)    | Recorde da Oceania    | Recorde da Oceania (Oceania)          | DSQ / DQ                   | Desclassificado (Disqualified)            |   |                                      |
| Recorde da temporada  | Recorde da temporada do atleta (Season best) | Recorde sul-americano | Recorde sul-americano (South America) | NM                         | Sem marca (No mark)                       |   |                                      |